# Ruch zmienny po okręgu
Ruch zmienny po okręgu – ruch po torze o kształcie okręgu ze zmienną wartością prędkości. W zależności od charakteru tej zmiany, można wyróżnić:
- ruch jednostajnie zmienny po okręgu (wartość przyspieszenia kątowego jest stała),
- ruch niejednostajnie zmienny po okręgu – wartość przyspieszenia kątowego opisana jest funkcją w czasie.

## Ruch jednostajnie zmienny
Zależność prędkości od czasu w ruchu jednostajnie zmiennym po okręgu wyrażają wzory:
- w przypadku znajomości początkowej i końcowej prędkości kątowej:

{\displaystyle \alpha ={\frac {\omega _{0}+\omega }{2}}t,}
- w przypadku znajomości początkowej prędkości kątowej i przyspieszenia kątowego:

{\displaystyle \omega =\omega _{0}+\varepsilon t,}
gdzie:
{\displaystyle \alpha } – kąt zakreślony w czasie {\displaystyle t,}
{\displaystyle \omega _{0}} – początkowa prędkość kątowa,
{\displaystyle \omega } – prędkość kątowa po upływie czasu {\displaystyle t,}
{\displaystyle \epsilon } – przyspieszenie kątowe,
{\displaystyle t} – czas trwania ruchu.

## Ruch niejednostajnie zmienny
W ruchu niejednostajnie zmiennym po okręgu, niezbędne do dalszych obliczeń jest funkcja zmiany drogi, prędkości lub przyspieszenia w czasie.
Droga kątowa (kąt obrotu) jest równy całce czasowej prędkości kątowej:
{\displaystyle \alpha =\int \omega dt.}
Dysponując zależnością drogi kątowej w funkcji czasu, można wyliczyć chwilową prędkość kątową:
{\displaystyle \omega ={\frac {d\alpha }{dt}}.}
Chwilowe przyspieszenie kątowe jest pochodną funkcji {\displaystyle \omega (t)} lub jako druga pochodna czasowa drogi kątowej {\displaystyle \alpha (t){:}}
{\displaystyle \omega =\int \varepsilon dt.}

## Parametry liniowe punktu na okręgu
Parametry liniowe dla ruchu obrotowego mogą być wyliczone z następujących zależności:
Droga przebyta przez punkt materialny wzdłuż łuku okręgu:
{\displaystyle s=\alpha r,}
prędkość liniowa punktu na okręgu:
{\displaystyle v=\omega r,}
przyspieszenie punktu na okręgu:
{\displaystyle a=\varepsilon r,}
gdzie: {\displaystyle r} – promień okręgu.